# 조선민주주의인민공화국의 국무위원회 부위원장
조선민주주의인민공화국의 국무위원회 부위원장은 조선민주주의인민공화국의 국무위원회의 부위원장이다. 1972년에 국방위원회 부위원장이라는 직함이 처음 만들어졌으며, 조선민주주의인민공화국 사회주의헌법에서 국무위원회는 위원장, 제1부위원장, 부위원장, 위원들로 구성한다고 밝히고 있다.

## 같이 보기
- 조선민주주의인민공화국 주석
- 조선로동당 총비서